# سفارة أوكرانيا في طاجيكستان
سفارة أوكرانيا في طاجيكستان هي أرفع تمثيل دبلوماسي لدولة أوكرانيا لدى طاجيكستان تقع السفارة في دوشنبه وهي تهدف لتعزيز المصالح الأوكرانية في طاجيكستان.

## وصلات خارجية
- قائمة سفارات أوكرانيا
- قائمة السفارات في طاجيكستان